# Another World (gra komputerowa)
Another World (ang. Inny świat; w Stanach Zjednoczonych wydany jako Out of This World) – komputerowa gra platformowa autorstwa Érica Chahiego, wydana w 1991 roku. Pierwotnie ukazała się na Amidze oraz Atari ST, a później została przeniesiona na inne platformy. W Another World gracz wciela się w młodego naukowca, który wskutek nieudanego eksperymentu znalazł się w alternatywnym, futurystycznym świecie.
Choć Éric Chahi należał do francuskiego studia Delphine Software, w rzeczywistości samodzielnie pracował nad grą. Muzykę do Another World stworzył Jean-François Freitas. Po wydaniu gra uzyskała jednoznacznie pozytywne oceny krytyków, którzy chwalili ją za oryginalność rozgrywki, kinową fabułę oraz oprawę audiowizualną. Another World ustanowił nowy kanon tworzenia gier w dziejach elektronicznej rozgrywki, nastawiony na zróżnicowane zadania stawiane przed graczem oraz rozbudowaną i pełną przygód akcję. W 2006 roku ukazała się reedycja gry pod nazwą Another World: 15th Anniversary Edition, z odświeżoną oprawą audiowizualną, a w 2011 roku – jubileuszowa wersja pod tytułem Another World – 20th Anniversary. W latach 90. XX wieku sprzedano ok. 1 miliona egzemplarzy gry.

## Fabuła
W Another World gracz wciela się w młodego naukowca, profesora fizyki Lestera Chaykina. Akcja gry rozpoczyna się nocą, gdy Lester dojeżdża do swojej skomputeryzowanej kwatery. W jej wnętrzu rozpoczyna zaprogramowany eksperyment wywołany w celu badań nad przyśpieszaniem cząstek elementarnych. Jednak w trakcie jego aktywacji w zakład Lestera uderza piorun. Wskutek wyładowania Lester traci kontrolę nad eksperymentem i zostaje wchłonięty do innej rzeczywistości. Chaykin odnajduje się w futurystycznym świecie alternatywnym, w basenie zamieszkanym przez ośmiornicę. Po wypłynięciu z wody Lester idzie przed siebie. Niespodziewanie atakuje go bestia przypominająca lwa. Uciekając przed nią, naukowiec zostaje pochwycony przez humanoidalnych tubylców, którzy pozbawiają go przytomności.
Budzi się w klatce wraz z innym więźniem, przyjaźnie do niego nastawionym tubylcem. Obaj, rozbujawszy klatkę, powodują jej upadek i zabicie pobliskiego strażnika. Lester bierze pistolet laserowy zabitego i obaj więźniowie rozpoczynają ucieczkę. Obcy sojusznik ukrywa naukowca w kanalizacji. Ten rozpoczyna ucieczkę na własną rękę, wędrując przez ruiny miasta, jaskinię oraz tunele. W pogoń za nim udają się uzbrojeni strażnicy, a Lester znajduje się w ślepym zaułku. Jednak zostaje wyciągnięty przez swego przyjaciela na powierzchnię. Obaj stają nad przepaścią. Obcy sojusznik przerzuca Chaykina na drugą stronę, sam jednak nie daje rady tam wskoczyć. Lester znów zostaje sam, jednak uciekając przez arenę, spotyka ponownie swego przyjaciela. Dosiada czołgu, którym przedostaje się przez arenę, jednak w obliczu narastającego ostrzału wrogów wyposażonych w granaty katapultuje się.
Katapulta z Lesterem ląduje w łaźni. Ten kontynuuje ucieczkę wraz ze swoim sojusznikiem. Jednak celny strzał jednego z wrogich humanoidów powoduje rozkruszenie podestu pod nim. Spada w przepaść, zostaje wyciągnięty przez jednego ze strażników, który brutalnie go kopie. Lestera przed śmiercią ratuje przyjaciel, który wdaje się w bójkę ze strażnikiem. W tym czasie Chaykin ostatkiem sił dociera do włazu i otwierając go, zabija strażnika. Pod wrogim ostrzałem dostaje się do wyjścia.
Pod koniec gry wycieńczony Lester znajduje się na głazie. Przyjaciel zabiera go ze sobą i obaj odlatują na grzbiecie zwierzęcia przypominającego pterodaktyla.

## Rozgrywka
Gracz wciela się w postać, która porusza się po dwuwymiarowej przestrzeni. Na ekranie nie ma żadnych dodatkowych wskaźników ułatwiających rozrywkę. Kierowana postać potrafi poruszać się w lewo lub w prawo, skakać i atakować wrogie cele znajdujące się na ziemi. W trakcie gry gracz zdobywa też pistolet laserowy, dzięki któremu może eliminować przeciwników znajdujących się na drodze. Pistolet nie tylko służy do oddawania strzałów w kierunku wroga, ale umożliwia także stworzenie osłony chroniącej gracza przed wrogim ostrzałem i – po dłuższym przytrzymaniu przycisku akcji – likwidację podobnych osłon stawianych przez przeciwników.
Śmierć kierowanej postaci oraz jej sojusznika oznacza koniec gry. W takim wypadku gra powraca do ostatniego punktu kontrolnego (miejsca automatycznego zapisania rozgrywki). Na starszych platformach, które nie obsługują punktów kontrolnych, przejście do określonego stanu gry jest możliwe poprzez wpisanie kodu dostępu.

## Tworzenie
Twórca Another World, Éric Chahi, rozpoczął karierę projektanta gier komputerowych w 1983 roku, ale do czasu Another World tworzył głównie gry amatorskie. W 1989 roku otrzymał pracę twórcy grafik dla gry Future Wars, wyprodukowanej przez francuskie studio Delphine Software. Po sukcesie tej gry postanowił jednak stworzyć własne, niezależne dzieło.
Bezpośrednią inspiracją dla Chahiego stanowił port gry Dragon’s Lair na komputer Amiga. Twórcy tej gry zdołali zmieścić na dyskietce szczegółowe wówczas animacje przypominające kreskówkę, co było wtedy wysokim osiągnięciem technologicznym. Chahi zamierzał stworzyć grę o podobnej oprawie graficznej, ale w pełni opartą na wielokątach, co zapewniało mniejsze obciążenie sprzętu i rozwiązywało problem rozpikselowania tekstur. Ukończywszy program testujący przyjęte przez niego rozwiązanie, przekonał się, że użycie wielokątów jest najwłaściwszym rozwiązaniem pod względem płynności animacji. Najpierw Chahi napisał edytor grafiki opartej na wielokątach (czyli grafiki wektorowej), napisany w języku programowania asembler. Silnik gry natomiast został ukończony w grudniu 1989 roku. Animacje zostały wykonane przy użyciu rotoskopu, co nadawało płynność ruchom bohaterów.
Chahi starał się stworzyć fabułę, która miała wywołać w graczu doznania podobne do seansu w kinie. W tym stylu tworzona była sekwencja początkowa, a także zaskakujący graczy pierwszy moment interaktywny, w którym główny bohater gry znajduje się nagle w basenie z ośmiornicą. Twórca gry umieścił w niej pistolet laserowy w wyniku inspiracji filmem Gwiezdne wojny; inspirację stanowiły dla niego także gra Karateka Jordana Mechnera, komiksy oraz książki fantastycznonaukowe. Podczas kolejnego etapu pracy nad grą, od 1990 roku, Chahi wzbogacił grę o elementy urozmaicające rozgrywkę, takie jak łamigłówki czy współpraca z komputerowym sojusznikiem. W momencie zakończonych niepowodzeniem rozmów ze studiem Virgin Games zastanawiał się nawet nad przekształceniem Another World w grę przygodową typu „wskaż i kliknij”. Samotna praca nad Another World przyczyniła się do dodania grze klimatu odosobnienia i samotności w nieznanym świecie.
Publikacją gry zajęło się studio Delphine Software, dla którego Chahi pracował, nie ingerowało jednak w ogóle w samą grę – Éric Chahi w praktyce stworzył niemal jej całość własnoręcznie, natomiast ścieżkę dźwiękową wykonał jego przyjaciel, Jean-François Freitas. Natomiast z inicjatywy amerykańskiego wydawcy Another World, Interplay Entertainment, dokonano poprawek technicznych i usunięto luki w programie.

## Wydanie gry
Another World został początkowo wydany w wersji na komputery Amiga i Atari ST, w listopadzie 1991 roku. Wersji na Amigę nie testowano należycie, w związku z czym zawierała mnóstwo błędów technicznych. Była też krótsza od późniejszych wersji. Port gry na platformę MS-DOS został wykonany przez Daniela Morais i rozszerzony o jeden poziom w stosunku do oryginalnej wersji. Jego premiera odbyła się 11 lutego 1992 roku.
Konsolowa edycja gry na platformy SNES (1 grudnia 1992) i Sega Mega Drive (4 maja 1994) pod naciskiem Interplay została ocenzurowana; usunięto z niej krew oraz scenę nagości (konkretnie wizję samic obcych w łaźni). Natomiast port na konsolę 3DO został wydany 24 czerwca 1994 roku i oferował poprawione tła. Wersja na komputery Macintosh ukazała się 2 lutego 1996 roku i oprócz obsługi wyższej rozdzielczości była identyczna z dostępną na MS-DOS-ie.
Grę nieoficjalnie przeniesiono także na konsole Game Boy Advance (autor – Cyril Corgordan) i GP32 (autor – Philippe Simons).

### Reedycje
14 kwietnia 2006 roku, w 15. rocznicę publikacji Another World, została wydana na platformie Windows unowocześniona wersja gry z podtytułem 15th Anniversary Edition. Jej światowym wydawcą było przedsiębiorstwo Lexicon Entertainment. Nowe wydanie gry umożliwiło graczom wybór wyższej rozdzielczości (do 1280x800). Poprawiono też wygląd teł w grze i zremasterowano ścieżkę dźwiękową w niej występującą. Do pudełkowej wersji Another World: 15th Anniversary Edition dołączono 18-minutowy wywiad z twórcą gry oraz jego dziennik relacjonujący jej powstawanie. 22 września 2011 roku kolejna reedycja ukazała się na platformie iOS, pod nazwą Another World – 20th Anniversary. 16 marca 2012 roku wydano odnowioną wersję gry także na platformie Android. 19 czerwca 2014 roku wersja 20th Anniversary pojawiła się na konsolach Nintendo 3DS i Wii U, a 25 czerwca na PlayStation 3, PlayStation 4 i PlayStation Vita i Xbox One.

## Odbiór gry
Another World odniósł międzynarodowy sukces, uzyskując w latach 90. XX wieku sprzedaż wynoszącą około miliona egzemplarzy. W 1993 roku Waldemar Nowak z pisma „Secret Service” nazwał dzieło francuskie „wydarzeniem ubiegłego [1992] roku”. Redaktorzy pisma „Top Secret”, Aleksy Uchański i Piotr Gawrysiak, określili Another World mianem najlepszej gry komputerowej, jaką widzieli w życiu.
Kristan Reed ze strony Eurogamer pisał, że Another World był jedną z pierwszych gier komputerowych, dla których można by użyć terminu „kinowa”. Zauważył, iż gra przyciągała graczy mrocznym klimatem, ludzkim bohaterem nieprzystającym do standardów występujących w czysto komercyjnych grach oraz imponującą jak na tamte czasy sekwencją wprowadzającą. Ostatecznie nazwał ją „jedną z najbardziej wizjonerskich i zapadających w pamięć gier wszech czasów”. Mateusz Gołębiowski ze strony Imperium Gier (części portalu Wirtualna Polska) określił Another World mianem ambitnego dzieła, w które się nie gra, ale wczuwa w jego atmosferę.
Lisa Karen Savignano ze strony AllGame chwaliła grę za znakomitą oprawę audiowizualną (w tym za wizję plastyczną przypominającą film interaktywny), aczkolwiek narzekała na zbyt wysoki poziom trudności. Przekonywała jednak, że scena końcowa gry jest powodem, dla którego warto ją przejść. Levi Buchanan z portalu IGN nazwał grę „kinowym arcydziełem”, które potrafiło wzbudzić w graczach poczucie empatii, strachu i zachwytu wizją plastyczną.

### Reedycje
Another World: 15th Anniversary Edition na system operacyjny Windows uzyskała zróżnicowane opinie krytyków. Średnia ocen reedycji na Windows wynosi 73% według agregatora GameRankings. Kristan Reed z Eurogamera, przedtem przychylnie nastawiony do Another World, zmienił swą opinię po zagraniu w reedycję. Twierdził, że bardzo wysoki poziom trudności (w praktyce niezmieniony w stosunku do oryginalnej wersji), wespół z problematycznym sterowaniem i przestarzałą oprawą graficzną, skutecznie zniechęca do grania. Will Freeman ze strony VideoGamer.com również sceptycznie podszedł do nowej wersji, krytykując poziom trudności zmuszający do niepospolitej zręczności w obsłudze klawiatury, ale chwaląc zarazem stronę artystyczną gry. Polscy krytycy byli przychylniej nastawieni do gry. Piotr Szablata ze strony Imperium Gier wystawił Another World najwyższą ocenę, bardzo pozytywnie oceniając fabułę, klimat gry oraz poprawioną oprawę graficzną. Chwalił również bogate w dodatki wydanie pudełkowe polskiej wersji w dystrybucji IQ Publishing. Patryk Sawicki z „CD-Action” również zachęcał do kupna gry, choć przyznał, że nie jest ona dla osób kładących główny nacisk na oprawę graficzną.
Wersja jubileuszowa Another World na system operacyjny iOS, w odróżnieniu od edycji na Windows, spotkała się z pozytywnym odbiorem recenzentów. Średnia ocen Another World – 20th Anniversary wynosi 82%. Stephen Lambrechts z portalu IGN uznał grę za arcydzieło, twierdząc, że port gry na platformy Apple był dla niego pełnym sukcesem. Wskazywał na znaczącą poprawę oprawy graficznej w stosunku do oryginału. Zaznaczył też, że mimo wysokich wymagań stawianych graczowi gra szybko uzależnia. Christian Donlan z Eurogamera był bardziej sceptyczny. Twierdził, że gra może dzielić graczy na dwie grupy: tych, którzy będą się rozkoszować wspaniałą atmosferą Another World oraz tych, którzy będą sfrustrowani wysokim poziomem trudności.

## Wpływ i kontynuacje
Another World miał zdaniem dziennikarza Bartłomieja Kluski znaczący wpływ na rozwój całej branży gier komputerowych. W odróżnieniu od gier współczesnych dziełu Chahi, które były proste, powtarzalne w akcji i pozbawione ambicji fabularnych, Another World oferował rozbudowaną historię, pełną zróżnicowanych etapów i zwrotów akcji. Ponadto była to jedna z pierwszych gier pozbawionych jakichkolwiek wskaźników oraz napisów. Piotr Mańkowski wskazywał na oryginalność tej produkcji względem innych gier komputerowych, zwracając uwagę na jej zbliżenie do sztuki filmowej. Zaliczył ją pod względem artystycznym do „jednej z najbardziej wyróżniających się gier” w historii. Tymon Smektała z pisma „CD-Action” umieścił Another World na liście „gier wiecznie żywych”, zaznaczając, że była to jedna z pierwszych gier całkowicie zrozumiałych dla graczy z całego świata, mimo że nie pada w niej ani jedno słowo. Adam Smith ze strony Rock, Paper, Shotgun opisał grę jako arcydzieło pod względem komunikacji wizualnej i ukazania przyjaźni, ukazujące pełen rozmachu świat za pomocą minimalistycznych środków; stworzony przez Chahiego towarzysz gracza został oceniony przez redaktora jako jeden z najlepszych w historii elektronicznej rozrywki.
Fenomen gry Another World przyczynił się do powstawania gier wzorujących się na niej pod względem sposobu rozgrywki. Delphine Software wyprodukowało gry dyskontujące popularność dzieła Chahi: Flashback (1992) i Fade to Black (1995). Pierwsza z nich niesłusznie uważana jest za nieoficjalną kontynuację Another World. Prawdziwy sequel gry ukazał się pod nazwą Heart of the Alien w 1994 roku i opowiadał oryginalną fabułę z punktu widzenia humanoidalnego przyjaciela Lestera. Początkowo projektantem gry był Éric Chahi, ale ze względu na coraz mniejszą władzę nad projektem zrezygnował z jej tworzenia. Heart of the Alien ukazało się jedynie na konsoli Sega CD i zostało niemal zapomniane.